# Mistrzostwa Oceanii w Lekkoatletyce 2019
17. Mistrzostwa Oceanii w Lekkoatletyce – zawody lekkoatletyczne, które odbyły się na stadionie Townsville Sports Reserve w Townsville od 25 do 28 czerwca 2019 roku. Townsville po raz trzeci było gospodarzem tych mistrzostw, poprzednio gościło lekkoatletów w 1996 i 2004. W imprezie wystartowali zawodnicy z państw skupionych w Oceania Athletics Association, a także sportowcy z odrębnej reprezentacji Australii Północnej (złożonej z zawodników z Terytorium Północnego i północnej części Queenslandu), których wyniki nie były włączane do klasyfikacji medalowej.
Zdecydowanie dominowali reprezentanci Australii, którzy zdobyli 34 złote medale na 45 możliwych. Podczas zawodów ustanowiono 35 rekordów mistrzostw.

## Rezultaty
| WR - rekord świata \| CR - rekord mistrzostw \| NR - rekord kraju \| AR - rekord kontynentu                    |
| SB - najlepszy wynik w sezonie \| WL - najlepszy tegoroczny wynik na listach światowych \| PB - rekord życiowy |
| NJR - rekord kraju w kategorii juniorów \| NUR – rekord kraju w kategorii młodzieżowców                        |

### Mężczyźni
| Konkurencja:                  | Złoto                                                                 | Wynik    | Srebro                                                                               | Wynik    | Brąz                                                                        | Wynik    |
| Bieg na 100 m                 | Edward Osei-Nketia                                                    | 10,34    | Jake Doran                                                                           | 10,39    | Jack Hale                                                                   | 10,51    |
| Bieg na 200 m                 | Jeremy Dodson                                                         | 21,11    | Banuve Tabakaucoro                                                                   | 21,15    | Alex Hartmann                                                               | 21,17    |
| Bieg na 400 m                 | Steven Solomon                                                        | 46,12    | Tyler Gunn                                                                           | 46,51    | Alexander Beck                                                              | 46,61    |
| Bieg na 800 m                 | Josh Ralph                                                            | 1:49,34  | Mason Cohen                                                                          | 1:49,77  | Brad Mathas                                                                 | 1:50,47  |
| Bieg na 1500 m                | Matthew Ramsden                                                       | 3:44,41  | Rorey Hunter                                                                         | 3:44,67  | Sam Tanner                                                                  | 3:46,34  |
| Bieg na 5000 m                | Oli Chignell                                                          | 14:07,17 | Matthew Baxter                                                                       | 14:08,87 | Andrew Buchanan                                                             | 14:19,53 |
| Bieg na 10 000 m              | Harry Summers                                                         | 29:19,99 | Jack Rayner                                                                          | 29:55,51 | Siune Kagl                                                                  | 32:47,14 |
| Bieg na 110 m przez płotki    | Nicholas Hough                                                        | 13,77    | Nicholas Andrews                                                                     | 13,84    | Jacob McCorry                                                               | 14,13    |
| Bieg na 400 m przez płotki    | Ian Dewhurst                                                          | 50,79    | Mike Cochrane                                                                        | 51,54    | Daniel Baul                                                                 | 52,30    |
| Bieg na 3000 m z przeszkodami | Ben Buckingham                                                        | 8:41,15  | Max Stevens                                                                          | 8:43,22  | Matthew Clarke                                                              | 8:45,14  |
| Sztafeta 4 × 100 m            | Australia · Jake Doran · Alex Hartmann · Jack Hale · Zach Holdsworth  | 39,36    | Papua-Nowa Gwinea · Linus Kuravi · Benjamin Aliel · Manoka John · Michael Penny      | 41,85    | Samoa · Paulo Wallwork-Tuala · Tapasu Paea · Kolone Alefosio · Kelvin Masoe | 41,97    |
| Sztafeta 4 × 400 m            | Australia · Alexander Beck · Tyler Gunn · Ian Halpin · Steven Solomon | 3:08,67  | Papua-Nowa Gwinea · Emmanuel Wanga · Kaminiel Matlaun · Daniel Baul · Benjamin Aliel | 3:13,32  | Nowa Zelandia · Max Attwell · Luke Mercieca · Samuel Tanner · Joshua Ledger | 3:14,33  |
| Chód na 10 000 m              | Rhydian Cowley                                                        | 41:57,57 | Declan Tingay                                                                        | 42:42,44 | –                                                                           | –        |
| Skok wzwyż                    | Hamish Kerr                                                           | 2,30     | Brandon Starc                                                                        | 2,22     | Joel Baden                                                                  | 2,14     |
| Skok o tyczce                 | Angus Armstrong                                                       | 5,40     | Stephen Clough                                                                       | 5,30     | Nick Southgate                                                              | 5,30     |
| Skok w dal                    | Henry Smith                                                           | 7,91     | Jordan Peters                                                                        | 7,61     | Christopher Mitrevski                                                       | 7,50     |
| Trójskok                      | Alwyn Jones                                                           | 15,85    | Ayo Ore                                                                              | 15,73    | Peniel Richard                                                              | 15,24    |
| Pchnięcie kulą                | Jacko Gill                                                            | 20,75    | Damien Birkinhead                                                                    | 19,55    | Ryan Ballantyne                                                             | 19,05    |
| Rzut dyskiem                  | Mitchell Cooper                                                       | 60,25    | Alexander Parkinson                                                                  | 58,32    | Marshall Hall                                                               | 57,03    |
| Rzut młotem                   | Costa Kousparis                                                       | 66,20    | Ned Weatherly                                                                        | 65,94    | Anthony Nobilo                                                              | 64,93    |
| Rzut oszczepem                | Nash Lowis                                                            | 79,10    | Liam O’Brien                                                                         | 77,32    | Alex Wood                                                                   | 71,44    |
| Dziesięciobój                 | Ashley Moloney                                                        | 8103 pkt | Cedric Dubler                                                                        | 8031 pkt | Kyle Cranston                                                               | 7702 pkt |

### Kobiety
| Konkurencja:                  | Złoto                                                                         | Wynik    | Srebro                                                                           | Wynik    | Brąz                                                                         | Wynik    |
| Bieg na 100 m                 | Zoe Hobbs                                                                     | 11,56    | Naa Anang                                                                        | 11,67    | Georgia Hulls                                                                | 11,99    |
| Bieg na 200 m                 | Riley Day                                                                     | 23,51    | Zoe Hobbs                                                                        | 23,68    | Nana Owusu-Afriyie                                                           | 23,86    |
| Bieg na 400 m                 | Bendere Oboya                                                                 | 52,76    | Caitlin Jones                                                                    | 53,65    | Angeline Blackburn                                                           | 55,00    |
| Bieg na 800 m                 | Catriona Bisset                                                               | 2:02,16  | Angie Petty                                                                      | 2:03,41  | Morgan Mitchell                                                              | 2:05,02  |
| Bieg na 1500 m                | Georgia Griffith                                                              | 4:12,53  | Bernadette Williams                                                              | 4:13,52  | Sarah Billings                                                               | 4:16,41  |
| Bieg na 5000 m                | Melissa Duncan                                                                | 15:41,44 | Paige Campbell                                                                   | 15:46,25 | Tara Palm                                                                    | 16:35,16 |
| Bieg na 10 000 m              | Sinead Diver                                                                  | 32:25,86 | Ellie Pashley                                                                    | 32,29,08 | Emily Brichacek                                                              | 33,23,45 |
| Bieg na 100 m przez płotki    | Brianna Beahan                                                                | 13,30    | Celeste Mucci                                                                    | 13,49    | Michelle Jenneke                                                             | 13,81    |
| Bieg na 400 m przez płotki    | Sara Klein                                                                    | 56,07    | Sarah Carli                                                                      | 56,72    | Portia Bing                                                                  | 57,11    |
| Bieg na 3000 m z przeszkodami | Paige Campbell                                                                | 9:46,48  | Georgia Winkcup                                                                  | 9:46,51  | Stella Radford                                                               | 10:16,50 |
| Sztafeta 4 × 100 m            | Australia · Nana Owusu-Afriyie · Kristie Edwards · Riley Day · Celeste Mucci  | 44,47    | Nowa Zelandia · Olivia Eaton · Brooke Somerfield · Georgia Hulls · Natasha Eady  | 45,19    | Papua-Nowa Gwinea · Adrine Monagi · Toea Wisil · Nancy Malamut · Leonie Beu  | 47,08    |
| Sztafeta 4 × 400 m            | Australia · Angeline Blackburn · Caitlin Jones · Ellie Beer · Morgan Mitchell | 3:38,86  | Nowa Zelandia · Stella Pearless · Angie Petty · Katherine Camp · Krystie Solomon | 3:47,70  | Papua-Nowa Gwinea · Leonie Beu · Donna Koniel · Isilia Apkup · Nancy Malamut | 3:53,49  |
| Chód na 10 000 m              | Jemima Montag                                                                 | 43:50,84 | Katie Hayward                                                                    | 45:35,81 | –                                                                            | –        |
| Skok wzwyż                    | Josephine Reeves                                                              | 1,86     | Alysha Burnett                                                                   | 1,86     | Hannah Joye                                                                  | 1,84     |
| Skok o tyczce                 | Elizaveta Parnov                                                              | 4,60     | Olivia McTaggart                                                                 | 4,25     | Lisa Campbell                                                                | 4,10     |
| Skok w dal                    | Rellie Kaputin                                                                | 6,50     | Brooke Stratton                                                                  | 6,49     | Naa Anang                                                                    | 6,44     |
| Trójskok                      | Rellie Kaputin                                                                | 13,04    | Ellen Pettitt                                                                    | 12,94    | Aliyah Johnson                                                               | 12,87    |
| Pchnięcie kulą                | Maddison-Lee Wesche                                                           | 18,04    | Victoria Owers                                                                   | 16,26    | ʻAta Maama Tuutafaiva                                                        | 16,15    |
| Rzut dyskiem                  | Kimberley Mulhall                                                             | 55,98    | Taryn Gollshewsky                                                                | 55,14    | Siositina Hakeai                                                             | 54,96    |
| Rzut młotem                   | Julia Ratcliffe                                                               | 71,39    | Alexandra Hulley                                                                 | 65,81    | Nicole Bradley                                                               | 64,49    |
| Rzut oszczepem                | Kelsey-Lee Barber                                                             | 65,61    | Mackenzie Little                                                                 | 57,74    | Tori Peeters                                                                 | 51,79    |
| Siedmiobój                    | Kiara Reddingius                                                              | 5149 pkt | Christina Ryan                                                                   | 4756 pkt | –                                                                            | –        |

### Mieszane
| Konkurencja:       | Złoto                                                               | Wynik   | Srebro                                                                     | Wynik   | Brąz | Wynik |
| Sztafeta 4 × 400 m | Australia · Rebecca Bennett · Ellie Beer · Tom Willems · Ian Halpin | 3:23,56 | Guam · Maurine De La Paz · Paul Dimalanta · Genina Criss · Christian Ruder | 4:02,36 | –    | –     |

## Tabela medalowa
| Poz. | Państwo           |    |    |    | Razem |
| ---- | ----------------- | -- | -- | -- | ----- |
| 1.   | Australia         | 34 | 30 | 21 | 85    |
| 2.   | Nowa Zelandia     | 8  | 11 | 13 | 32    |
| 3.   | Papua-Nowa Gwinea | 2  | 2  | 5  | 9     |
| 4.   | Samoa             | 1  | 0  | 1  | 2     |
| 5.   | Guam              | 0  | 1  | 0  | 1     |
| 5.   | Fidżi             | 0  | 1  | 0  | 1     |
| 7.   | Tonga             | 0  | 0  | 1  | 1     |
|      | Suma              | 45 | 45 | 41 | 131   |